# Avelino Saldarriaga Gaviria
Don Pío Avelino Saldarriaga Gaviria, (*Itagüí, 1858- † París, 19 de marzo de 1928) fue un conocido médico cirujano, investigador,  empresario y filántropo de la ciudad de  Itagüí , Colombia.

## Vida y obra
Avelino Saldarriaga Gaviria   nació el 25 de agosto de 1858  y era hijo de Avelino Saldarriaga y Rafaela Gaviria. Sus estudios de infancia los hizo en la Escuela Oficial de Itagüí, después ingresó en la Universidad de Antioquia; se graduó de bachiller a la temprana edad de 15 años. Terminó sus estudios como médico cirujano en la ciudad de Bogotá en la Universidad Nacional en el año de 1882. 
Viajó a Francia para seguir estudiando y mejorando sus conocimientos. Luego regresó  a  Medellín trayendo de Francia nuevos conocimientos científicos y además procesos industriales que utilizó para crear empresa. Con esto generó avances significativos en la región. Invirtió en la facultad de medicina de la Universidad de Antioquia dotándola de nuevos instrumentos y material. También apoyó presupuestalmente centros médicos en Itagüí y el Valle de Aburrá
Siempre continuó con sus investigaciones. Realizó muchos estudios y esfuerzos para erradicar la tuberculosis y la lepra en la región antioqueña.  Se mostró como un gran visionario y humanista, interesado por el progreso de su región y su país. 
El 19 de marzo de 1928 fallece en la ciudad de París en uno de sus viajes de investigación científica.